# Săsciori
Săsciori é uma comuna romena localizada no distrito de Alba, na região histórica da Transilvânia. A comuna possui uma área de 121.36 km² e sua população era de 5947 habitantes segundo o censo de 2007.